# 室兰工业大学短期大学部
室兰工业大学短期大学部（日语：／ Muroran Kōgyō Daigaku Tanki Daigakubu *）是过去一所位于日本北海道室兰市的国立短期大学。

## 概要

### 简介
- 学校最早可以追溯到1939年[1]。短期大学为于1960年开办[1]、由日本国经营。招生到1963年、停办于1966年[2]。为男女同校从开办。

### 历史
- 1960年 室兰工业大学短期大学部成立并同时设置两个学科、以下列举[1]。
  - 机械科第二部
  - 电气科第二部
- 1963年 最后一年招生、次年停止招生（正式停办于1966年3月31日[2]）。

## 学校环境
- 校区：在了北海道室兰市[注 1]

## 历任校长
- 大坪喜久太郎：短期大学校长[3]。

## 组织

### 学科
- 机械科第二部
- 电气科第二部

### 专科
| - 无 |

### 业余课程
| - 无 |

## 相关链接
- 日本短期大学列表